# Distrito de Aarau
El Distrito de Aarau (en alemán Bezirk Aarau) es uno de los once distritos del cantón de Argovia, Suiza, ubicado al centro-oeste del cantón. Tiene una superficie de 104,47 km². La capital del distrito es Aarau.

## Geografía
El distrito de Aarau limita al norte con el distrito de Laufenburgo, al este con los distritos de Brugg y Lenzburgo, al sur con los distritos de Kulm y Zofingen, y al oeste con los distritos de Olten (SO) y Gösgen (SO).

## Historia
Tras la invasión francesa y la proclamación de la República Helvética en 1798, los territorios de Argovia acceden a la independencia. La región del distrito de Aarau se encontraba en manos bernesas. 
El distrito de Aarau fue formado en 1803 y está compuesto por doce comunas. El distrito corresponde al distrito existente en 1798, pero con una nueva comuna, la comuna de Hirschthal y amputado de las comunas de Thalheim, Oberflachs, Veltheim y Auenstein, atribuidas al distrito de Brugg. 

## Comunas
| Distrito de Aarau | Distrito de Aarau      | Distrito de Aarau |
| Comunas           | Población (31.12.2014) | Superficie km²    |
| ----------------- | ---------------------- | ----------------- |
| Aarau1            | 20 445                 | 12.34             |
| Biberstein        | 1486                   | 4.10              |
| Buchs             | 7614                   | 5.36              |
| Densbüren         | 682                    | 12.52             |
| Erlinsbach        | 3932                   | 9.87              |
| Gränichen         | 7257                   | 17.21             |
| Hirschthal        | 1543                   | 3.53              |
| Küttigen          | 5979                   | 11.89             |
| Muhen             | 3785                   | 7.03              |
| Oberentfelden     | 7775                   | 7.16              |
| Suhr              | 9787                   | 10.59             |
| Unterentfelden    | 4065                   | 2.87              |
| Total (12)        | 74 350                 | 104.47            |

## Cambios desde 2000

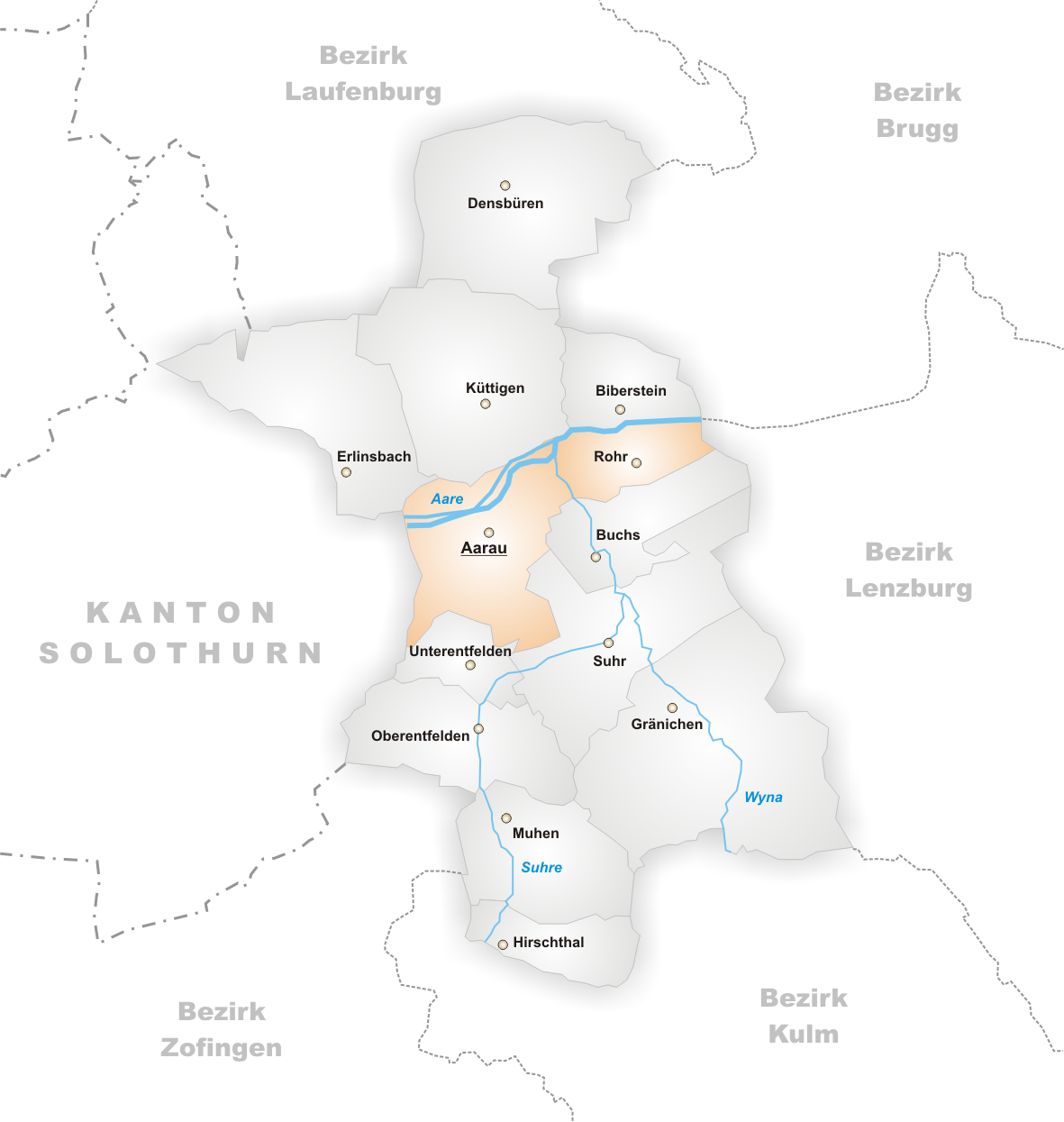
Comunas hasta 2009

### Fusiones
- 1 2010: Rohr y Aarau → Aarau